# Bencilpenicilina
La bencilpenicilina, comúnmente conocida como ácido benzilpenicilínico, es un antibiótico betalactámico, de la familia de las penicilinas, considerado el referente del grupo.

## Farmacocinética

### Vías de administración (formas de uso)
Por lo general se administra por vía parenteral (intramuscular).

### Absorción
Se inactiva por los jugos gástricos, lo que hace inefectivo su uso oral, Por lo que se recomienda administrar intramuscular.

### Distribución
La distribución es más elevada en pulmón, riñón, músculo, hueso y placenta. En presencia de inflamación, los niveles de penicilina G en abscesos pericárdicos, pleurales, peritoneales o sinoviales son suficientes para inhibir las bacterias susceptibles. La difusión a ojo, cerebro, próstata o líquido cefalorraquídeo es baja.

### Metabolismo y metabolitos
Hepático.

### Excreción
Fundamentalmente renal, por excreción tubular inhibida por el probenecid. Una pequeña parte por metabolismo hepático o bilis.

## Farmacodinámica

### Mecanismo de acción
La bencilpenicilina presenta un mecanismo de acción bactericida en fase de división, por inhibición de la síntesis de los mucopéptidos de la membrana de la bacteria. Las bencilpenicilinas inhiben el paso final de la unión de peptidogligano mediante su unión a transpeptidasas, proteínas fijadoras de penicilinas, que se encuentran en la superficie interior de la cubierta celular bacteriana, inactivándolas. Otros mecanismos implicados: lisis bacteriana a causa de la inactivación de inhibidores endógenos de autolisinas bacterianas.
Es sensible a la betalactamasa producida por algunas cepas bacterianas.

### Efectos
In vitro, inhibe el crecimiento de Neisseria gonorrhoeae, Corynebacterium diphtheriae, Bacillus anthracis, Clostridia, Actinomyces species, Spirillum minus, Streptobacillus moniliformis, Listeria monocytogenes y Leptospira. El  Treponema pallidum es especialmente sensible a este antibiótico.

### Interacciones
| Fármacos que interaccionan con la bencilpenicilina. | |
| Fármaco.                                            | Resultados de la interacción.                                                                                      |
| Antibióticos bacteriostáticos                       | Disminuye el efecto de la penicilina G.                                                                            |
| Probenecid                                          | Aumenta los niveles en plasma, disminuye la distribución tisular y disminuye la excreción renal de la penicilina G |
| Pruebas de laboratorio                              | Puede dar falsas glucosurias y proteinurias.                                                                       |

## Uso clínico
Las ventajas de la penicilina G son su bajo costo, administración fácil, excelente penetración a los tejidos e índice terapéutico favorable. En contraste, las desventajas son su degradación por el ácido gástrico, su destrucción por las betalactamasas bacterianas, y su asociación con el desarrollo de reacción adversa en cerca del 10% de los pacientes. Es también utilizado en veterinaria.

### Indicaciones
Procesos infecciosos producidos por gérmenes sensibles a la penicilina, tales como:
- Infecciones del aparato respiratorio.
- Infecciones del aparato urinario.
- Infecciones otorrinolaringológicas y odontológicas.
- Infecciones ginecológicas.
- Infecciones digestivas.
- Infecciones dermatológicas y venéreas.
- Infecciones vasculares centrales y periféricas.
- Profilaxis infecciosa, en relación con intervenciones quirúrgicas.

Las indicaciones específicas de la penicilina G incluyen:
- Celulitis.
- Endocarditis bacteriana.
- Gonorrea, sífilis.
- Meningitis.
- Neumonía por aspiración y neumonía adquirida en la comunidad.
- Absceso pulmonar.
- Sepsis en niños.
- Botulismo, gangrena gaseosa y tétanos, como coadyuvante al tratamiento.

### Efectos adversos
Para la valoración de las reacciones adversas (RAM) se tendrán en cuenta los criterios de la CIOSM.
| Reacciones adversas a la penicilina G. |              | |
| Sistema implicado.                     | Grupo CIOSM. | Tipo de reacción. |
| Sistémica.                             | Rara.        | - Shock anafiláctico. - Reacción de Jarisch-Herxheimer en infecciones por espiroquetas. - Neutropenia. - Anemia hemolítica. |
| Digestivo.                             | Infrecuente. | Náuseas, vómitos. |
|                                        | Rara.        | Colitis pseudomembranosa.                                                                                                   |
| Piel y mucosas.                        | Infrecuente. | - Dolor e inflamación en el sitio de la inyección (incluyendo flebitis). - Eritema, dermatitis, angioedema.                 |

### Contraindicaciones
- Antecedentes de sensibilización alérgica a la penicilina.
- Embarazo: Categoría B.
- Precaución en madres lactantes.

### Presentaciones
Viales para uso intramuscular o intravenoso. 
Entre los excipientes y conservantes habituales nos podemos encontrar:
- Monohidrato de dextrosa,
- Citrato sódico,
- Ácido hidroclorídrico,
- Hidróxido sódico, y
- Agua destilada.